# Dãy núi Damrei
Dãy núi Dâmrei, nghĩa là "dãy Con Voi", nằm ở vùng tây nam của Campuchia, chủ yếu trong địa phận tỉnh Kam pốt (sát tỉnh Kiên Giang của Việt Nam). Dãy núi là một nhánh của Phnom Kravanh. Đỉnh cao nhất của dãy núi là Phnom Bokor có cao độ 1.081 mét (3,547 feet) trên mực nước biển. Nằm gần bờ biển vịnh Thái Lan, những ngọn đồi với cây cối rậm rạp nhận được 150–200 inch (3.800–5.000 mm) lượng mưa mỗi năm ở bờ phía tây do ảnh hưởng của gió mùa tây nam song chỉ đạt 40–60 inch (1.020–1.520 mm) ở sườn phía đông.
Dãy núi Dâmrei cho đến năm 1975 là trung tâm của ngành trồng tiêu tại Campuchia. Sau những biến động như nội chiến và các biến động, ngành trồng tiêu đã suy giảm từ cuối thập niên 1990.
Vườn quốc gia Phnom Bokor chiếm phần lớn phần núi cao và đỉnh của dãy núi Dâmrei. Các nhà chức trách đang cố để ngăn chặn nạn khai thác gỗ bất hợp pháp. Vườn có nhiều loài thực vật, bao gồm các loài hoa lan hiếm cũng như có một số thác nước ngoạn mục trong mùa mưa.
Có một thị trấn kiểu Pháp bị bỏ hoang trên đỉnh Phnom Bokor, được gọi là Điểm đồi Bokor (Station Climatique du Bokor), nơi các sĩ quan cấp cao của thực dân Pháp nghỉ ngơi trong thời tiết nóng nực. Nơi này cũng có một nhà thờ và sóng bạc song tất cả nay đang trong tình trạng đổ nát. Gần đó là một đồn quân sự Campuchia. Cả hai đều là những điẻm thu hút du khách, song tuyến đường để đến đó đã được làm từ năm 1907 bằng sức người và nay đã xuống cấp.